# تعلیقه علی نهایت الحکمه
تعلیقه علی نهایت الحکمه کتابی از محمد تقی مصباح یزدی است که در سال ۱۳۶۳ منتشر و در مراسم کتاب سال جمهوری اسلامی ایران به‌عنوان کتاب برگزیده معرفی شد.